# Frederick Hanley Seares
Frederick Hanley Seares (17 de mayo de 1873-20 de julio de 1964) fue un astrónomo estadounidense. Trabajó en el Observatorio del Monte Wilson y ganó la Medalla Bruce en 1940.

## Semblanza
Seares nació en Míchigan en 1873 y creció en Iowa y en el Sur de California. Obtuvo su graduación de ciencias en la Universidad de California y más adelante estudió en París y en Berlín. Con posterioridad se dedicó a la enseñanza e investigó sobre los cometas y las estrellas variables a lo largo de ocho años en la Universidad de Misuri en Columbia, Misuri (donde Harlow Shapley fue su alumno). En 1909, Seares se incorporó al Observatorio del Monte Wilson, donde permaneció 36 años, 15 de ellos como director asistente.
Presidió la Sociedad Astronómica del Pacífico en 1929.
Seares utilizó la astrofotografía como parte del esfuerzo de Jacobus Kapteyn para descubrir la estructura del universo a través de la investigación de "áreas seleccionadas". Estandarizó el sistema de magnitud estelar y lo extendió más allá la 18.ª magnitud, utilizando pantallas absorbentes de hilo de gasa y reduciendo las aperturas para comparar estrellas de distintos brillos. También hizo contribuciones a la medida e interpretación de índices de color estelar y escribió sobre el brillo de la Vía Láctea, comparándolo al de las nebulosas espirales, que se suponía (pero no estaba todavía plenamente establecido) que podían ser otras galaxias.
También estudió la absorción interestelar y el enrojecimiento de la luz de las estrellas.
Seares murió en 1964.

## Eponimia
- El cráter lunar Seares conmemora su nombre.[2]
- El asteroide (11766) Fredseares también lleva esta denominación en su honor.[3]